# Sulferberg
Der Sulferberg ist ein Hügel in der Gemeinde Heuvelland bei Westouter in der belgischen Provinz Westflandern. Direkt unter dem Gipfel erhebt sich der Goeberg. Der Gipfel ist 88 Meter hoch. „Sulfer“ ist ein typischer Name für schlechten Boden in der flämischen Regionalsprache. Der Boden wird immer noch verwendet, um Schädlinge zu töten.

## Geographische Lage
Der Sulferberg ist Teil des sogenannten zentralen Hügelkette im Heuvelland, der auch aus dem Watenberg, Kasselberg, Wouwenberg, Katsberg, Boeschepeberg, Kokereelberg, Zwarteberg, Vidaigneberg, Baneberg, Rodeberg, Goeberg, Scherpeberg, Monteberg, Kemmelberg und Lettenberg besteht.
Südlich dieses Hügelkamms befindet sich das Becken der Leie, nördlich das Einzugsgebiet der Yser.